# Никола Трујић
Никола Трујић (рођен 14. априла 1992. у Бору) је српски фудбалер који игра на позицији левог крила.

## Каријера
Као седмогодишњак Трујић је почео да тренира фудбал у ФК Бор. Са тринаест година почиње да тренира у омладинској школи Партизана. Деби у сениорском фудбалу је имао у Партизановој филијали Телеоптику током сезоне 2009/10. Сезону 2011/12. је као играч Партизана провео на позајмицама. Први део сезоне је био позајмљен екипи Смедерева, а за други део сезоне је позајмљен израелском клубу Хапоел Ако. На лето 2012. године потписује професионални четворогодишњи уговор са Партизаном. Исте године поново одлази на позајмицу, овога пута у Напредак из Крушевца који је тада наступао у Првој лиги Србије. На позајмици остаје до краја сезоне 2012/13. Након што је Напредак ушао у Суперлигу, Никола Трујић потписује нови трогодишњи уговор са клубом. За Напредак игра до краја сезоне 2014/15. да би у јуну 2015. потписао четворогодишњи уговор са Партизаном.
У дресу Партизана је током првог дела сезоне 2015/16. одиграо 13 утакмица у свим такмичењима и забележио три гола и четири асистенције. Ипак у зимском прелазном року 2016. године из клуба су хтели да га пошаљу на позајмицу до краја сезоне у Металац, што је он одбио, па је убрзо и раскинуо уговор са црно-белима. Након раскида уговора са Партизаном, званично је потписао уговор са новосадском Војводином. У дресу Војводине је играо до лета 2017. године. На почетку сезоне 2017/18. Војводина је већ у 1. колу квалификација за Лигу Европе елиминисана од Ружомберока. Након завршетка меча у Словачкој, Трујића је у свлачионици ударио навијач Војводине. Трујић је након тога одлучио да напусти клуб и није тренирао са осталим првотимцима, а поднео је и захтев за раскид уговора на штету клуба. Због непојављивања на тренинзима клуб је одлучио да га суспендује, али је касније ипак дошло до договора и споразумног раскида сарадње. Трујић је у дресу Војводине укупно у свим такмичењима одиграо 58 утакмица, постигао 15 голова и забележио пет асистенцијa.
Почетком септембра 2017. године је потписао уговор са руским премијерлигашем Тосном. За руски клуб је током сезоне 2017/18. одиграо 15 првенствених утакмица. Трујић је екипом Тосна освојио Куп Русије, али је на крају сезоне клуб испао из Премијер лиге Русије. Тосно се због финансијских проблема убрзо угасио, па је Трујић постао слободан играч. У октобру 2018. прелази у румунског прволигаша Ботошани, са којим је потписао краткорочни уговор до краја 2018. године. У фебруару 2019. се прикључио екипи Вождовца. У пролећном делу сезоне 2018/19. је одиграо 11 утакмица за Вождовац у Суперлиги. Сезону 2019/20. је провео у мађарском Дебрецину, а наредну такмичарску годину је био играч грчке Ларисе. У септембру 2021. је потписао за немачког друголигаша Ерцгебирге Ауе.

## Трофеји

### Напредак Крушевац
- Прва лига Србије (1) : 2012/13.

### Тосно
- Куп Русије (1) : 2017/18.